# Ptomascopus aveyronensis
Ptomascopus aveyronensis är en skalbaggsart som beskrevs av Flach 1890. Ptomascopus aveyronensis ingår i släktet Ptomascopus och familjen asbaggar. Inga underarter finns listade i Catalogue of Life.